# Patagonium punctatum
Patagonium punctatum là một loài thực vật có hoa trong họ Đậu. Loài này được (Poir.) Kuntze mô tả khoa học đầu tiên năm 1891.